# Rhytidicolus structor
Espèce
Rhytidicolus structor est une espèce d'araignées mygalomorphes de la famille des Rhytidicolidae.

## Distribution
Cette espèce est endémique du Venezuela. Elle se rencontre vers San Esteban.

## Description
La carapace de la femelle syntype mesure 5,8 mm de long sur 4,6 mm et l'abdomen 8 mm de long sur 6 mm.
La femelle décrite par Ríos-Tamayo en 2024 mesure 16,97 mm.

## Systématique et taxinomie
Cette espèce a été décrite par Simon en 1889.

## Publication originale
- Simon, 1889 : « Arachnides. Voyage de M. E. Simon au Venezuela (décembre 1887-avril 1888). 4e Mémoire. » Annales de la Société Entomologique de France, sér. 6, vol. 9, p. 169-220 (texte intégral).